# Saint-Nauphary
Saint-Nauphary (okzitanisch: Sent Naufari) ist eine französische Gemeinde mit 1.934 Einwohnern (Stand: 1. Januar 2022) im Département Tarn-et-Garonne in der Region Okzitanien. Sie gehört zum Arrondissement Montauban und zum Kanton Tarn-Tescou-Quercy vert. Die Bewohner werden  Saint-Nauphariens und Saint-Nauphariennes genannt.

## Geographie
Saint-Nauphary liegt in der ehemaligen Provinz Quercy etwa acht Kilometer südöstlich von Montauban am Fluss Tescou. Das Gemeindegebiet gehört zum Einzugsgebiet der Garonne und wird darüber hinaus vom Tescounet, dem Ruisseau de l’Angle und verschiedenen anderen kleinen Wasserläufen entwässert.
Umgeben wird Saint-Nauphary von den Nachbargemeinden Léojac im Norden, Génébrières im Nordosten, La Salvetat-Belmontet im Osten, Verlhac-Tescou im Osten und Südosten, Varennes im Südosten, Villebrumier im Süden, Reyniès im Süden und Südwesten, Corbarieu im Südwesten sowie Montauban im Westen und Nordwesten.

## Bevölkerungsentwicklung

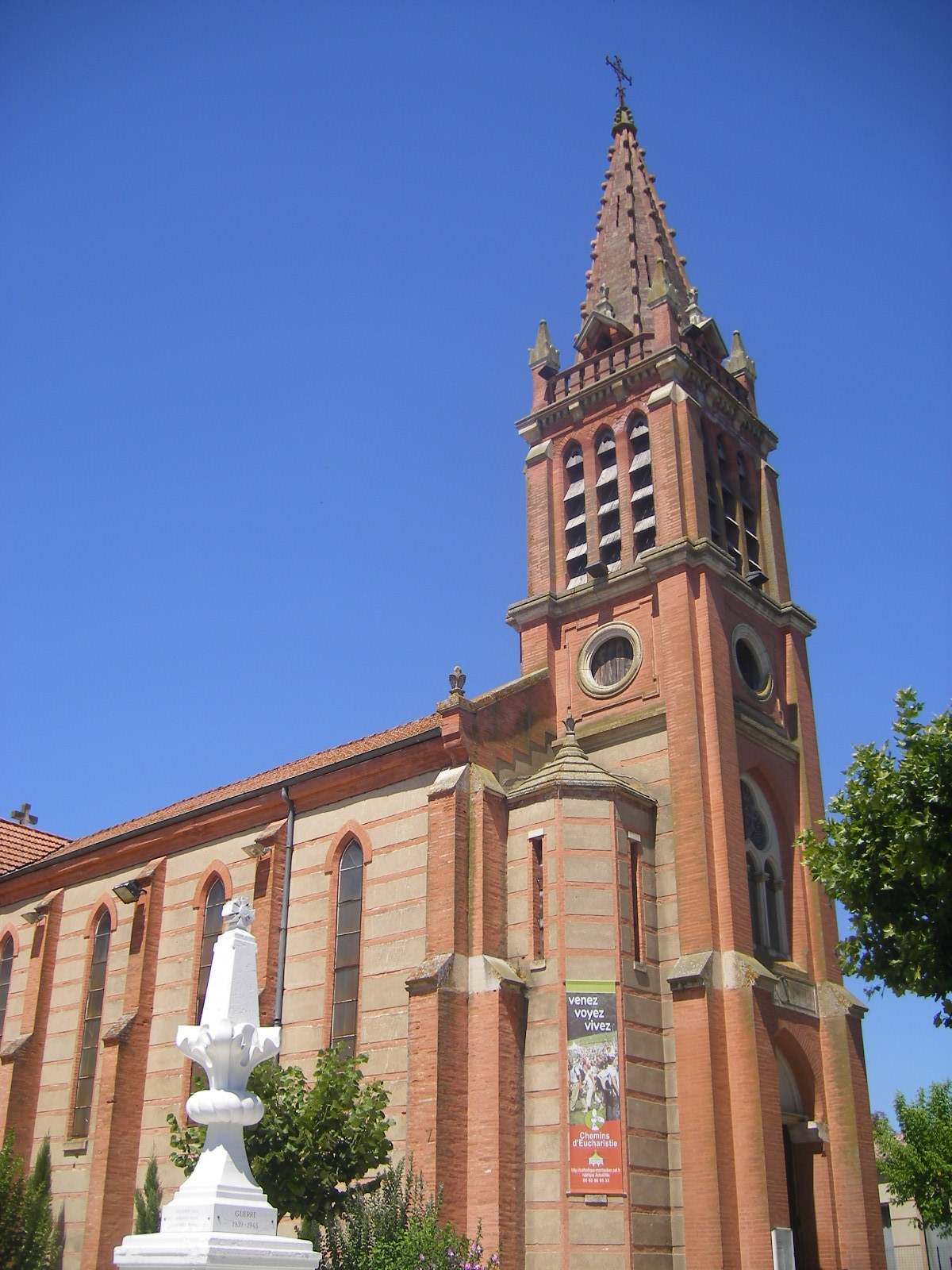
Kirche Saint-Barnabé

| Jahr                       | 1962 | 1968 | 1975 | 1982 | 1990 | 1999 | 2006 | 2013 | 2020 |
| Einwohner                  | 717  | 720  | 802  | 1015 | 1208 | 1225 | 1546 | 1765 | 1907 |
| Quellen: Cassini und INSEE |      |      |      |      |      |      |      |      |      |

## Sehenswürdigkeiten
- Kirche Saint-Barnabé
- Kirche Notre-Dame-de-la-Nativité in Charros
- Schloss Souloumiac